# Mary Bidwell
Mary Electa Bidwell (9 mai 1881 – 25 avril 1996) était une supercentenaire américaine. Décédée à l'âge de 114 ans et 352 jours, elle est la personne la plus âgée jamais décédée dans le Connecticut.

## Biographie
Ses parents étaient Charles Woodruff Bidwell et Alice Beach Nobel. Elle était une descendante de John Bidwell, l'un des fondateurs de Hartford, dans le Connecticut. Mary Bidwell a enseigné dans une école à classe unique pendant six ans. Elle a épousé Charles Hubbell Bidwell, un cousin éloigné, en 1906. Mary Bidwell a vécu seule à North Haven, dans le Connecticut, jusqu'à l'âge de 110 ans. Mary Bidwell est décédée à l'Arden House, une maison de retraite à Hamden, dans le Connecticut.